# Ulagueche
Ulagueche (em mongol: Улаагч; romaniz.: Ulaagtch; em tártaro: Улакчы; romaniz.: Ulaktchy) foi um nobre mongol do século XIII, filho de Sartaque. Em 1256, com a morte prematura dele, sucedeu-o como cã do Canato da Horda Azul. Seu reinado foi breve, morrendo já em 1257, possivelmente envenenado. Foi sucedido por Berque.